# Arctia taona
Arctia taona là một loài bướm đêm thuộc phân họ Arctiinae, họ Erebidae.